# Hermann Eigruber

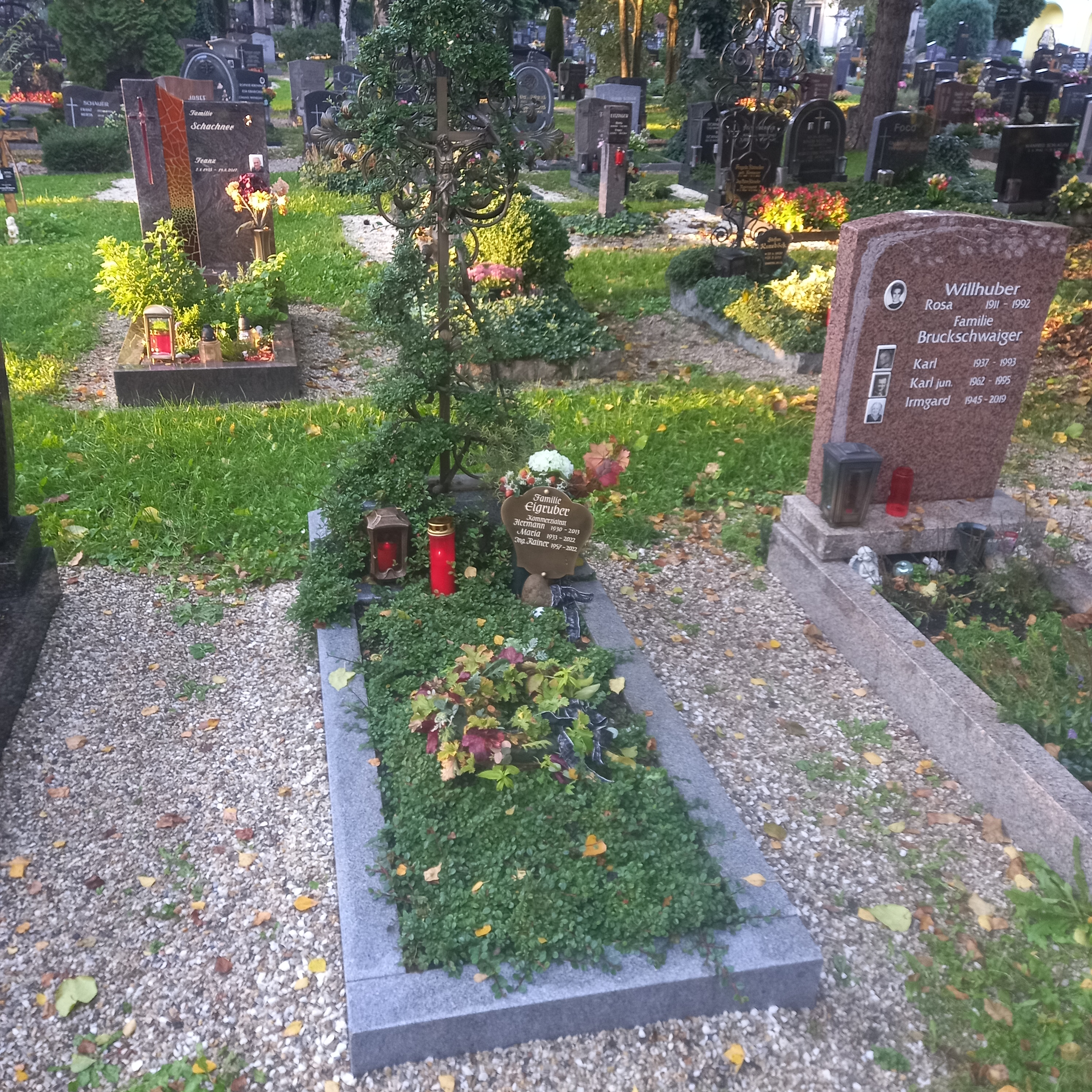
Das Grab von Hermann Eigruber und seiner Ehefrau Maria auf dem St. Barbara-Friedhof in Linz

Hermann Eigruber (* 2. Oktober 1930 in Steyr; † 25. März 2013 in Linz) war österreichischer Politiker (FPÖ) und Gewerbetreibender. Eigruber war von 1983 bis 1990 Abgeordneter zum Nationalrat.

## Leben
Eigruber wurde als einer von fünf Söhnen des späteren NS-Gauleiters August Eigruber geboren. Sein Vater wurde 1947 als Kriegsverbrecher in Landsberg am Lech hingerichtet. Er besuchte nach der Pflichtschule eine Höhere Technische Bundeslehranstalt und erlernte den Beruf des Elektrotechnikers. Er arbeitete in seinem erlernten Beruf bei den Firmen Wella und Elektro Bau AG und machte sich 1955 im chemisch-technischen Gewerbe und Baustoffhandel selbständig. Er war Prokurist der Firma Asbiton und ab 1975 Geschäftsführer der Firma Compriband-Dichtungen. Ihm wurde der Berufstitel Kommerzialrat verliehen.
Eigruber engagierte sich politisch von 1979 bis 1988 als Bundesobmann des Ringes Freiheitlicher Wirtschaftstreibender und war ab 1980 Gemeinderat in der Stadt Traun. 1982 übernahm er zudem das Amt des Vizepräsidenten der Kammer der gewerblichen Wirtschaft für Oberösterreich. 
Eigruber zog nach der Nationalratswahl am 24. April 1983 erstmals in den Nationalrat ein und nach der  Wahl am 23. November 1986 erneut. 
Eigruber trat 1990 aus der FPÖ aus, weil der FPÖ-Vorsitzende Jörg Haider darauf bestand, dass alle Abgeordneten auf alte Pensionsprivilegien verzichten.
2001 wurde ihm das Silberne Ehrenzeichen des Landes Oberösterreich verliehen.
Eigruber starb am 25. März 2013.